# Julie
För andra betydelser, se Julie (olika betydelser).

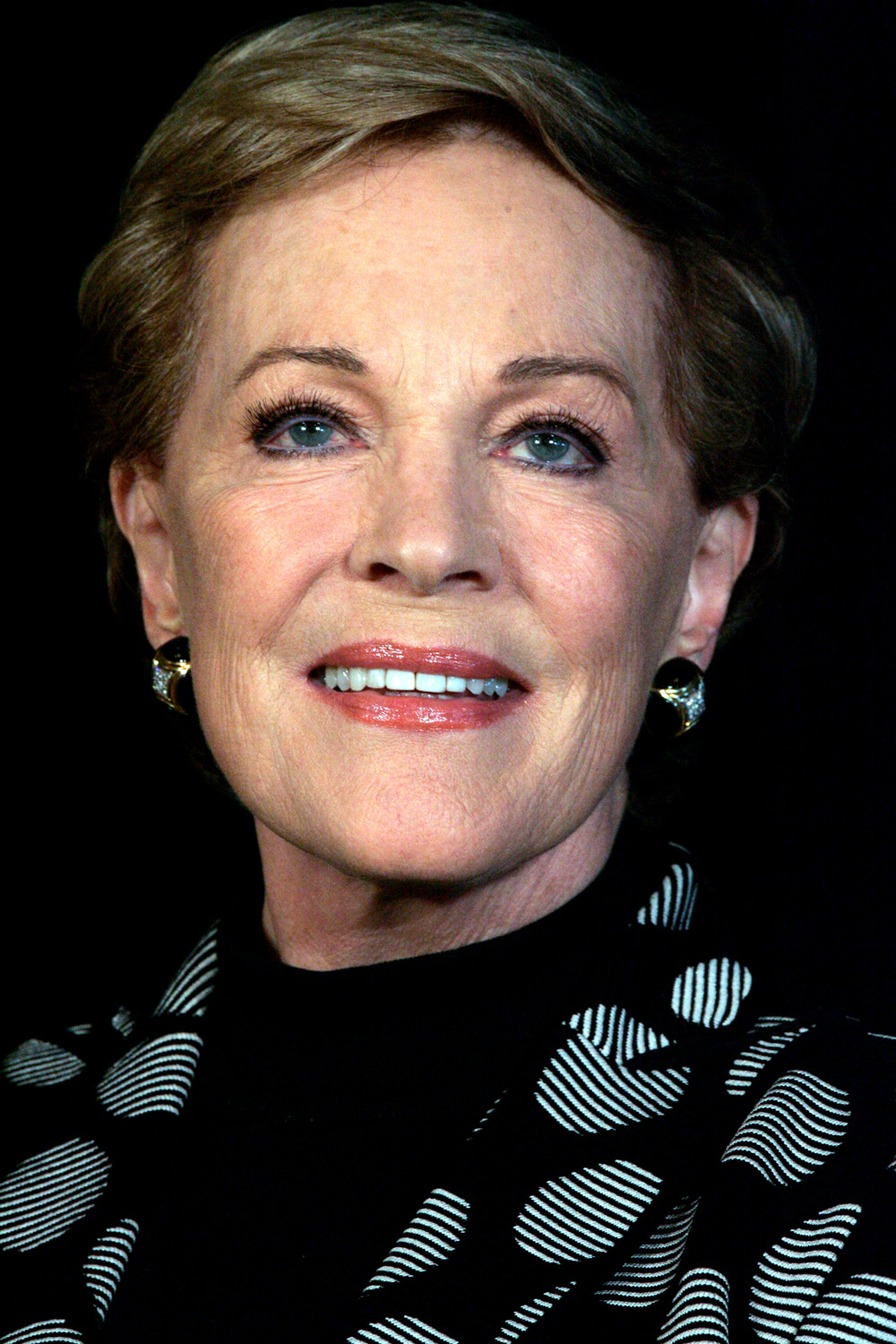
Julie Andrews, 2013.

Julie, kvinnonamn, fransk form av Julia. Julie är också vanligt i engelskspråkiga länder.

## Personer med namnet Julie
- Julie Andrews (född 1935), brittisk-amerikansk skådespelare, sångerska och författare
- Julie Johnson (född 1966), amerikansk politiker
- Julie Kavner (född 1950), amerikansk skådespelare, komiker och röstskådespelerska

## Fiktiva
- Julie, hjältinnan i Jean-Jacques Rousseaus brevroman Julie, eller Den nya Heloïse från 1761.
- Julie, i tragedin Fröken Julie av August Strindberg från 1888.